# Laguna de Karavasta

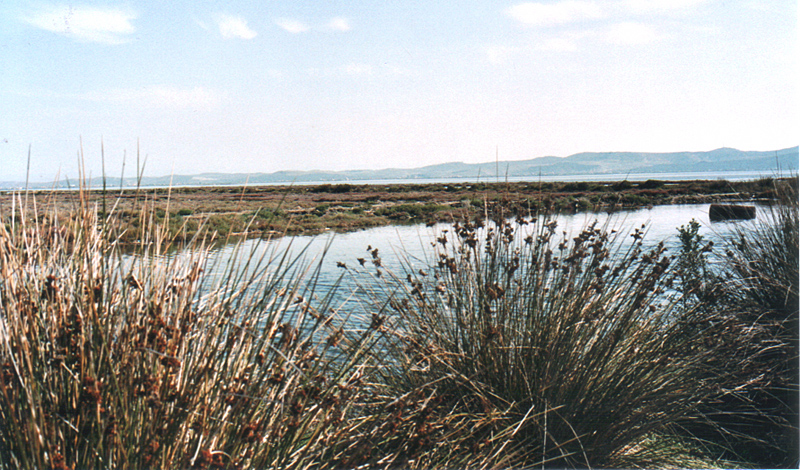
Vista de la laguna

La laguna de Karavasta (en albanés: Llaguna e Karavastas) es una laguna costera de Albania, una de las mayores del mar Mediterráneo y la más grande del país. La laguna se encuentra en el oeste de Albania y la ciudad más grande cerca es Lushnjë. La laguna está separada del mar Adriático por una larga barra de arena. Es por lo tanto de agua salobre. La laguna de Karavasta tiene muchos pinos, especie característica de la región mediterránea y pequeñas islas arenosas. La laguna es famosa por el raro pelícano ceñudo que anida allí. De hecho, un 5% de la población mundial (1.000 individuos) se encuentra aquí. Hay porciones significativas de charrancitos y canasteras. 
La laguna de Karavasta forma parte del Parque nacional de pinos de Divjaka. Fue elegida como humedal de importancia internacional, protegido por el Convenio de Ramsar, el 29 de noviembre de 1995. Tiene el número Ramsar 781. Se encuentra a nivel del mar. Las actividades humanas de la zona son recreativas, la caza, la silvicultura y la pesca. 